# Ausstattung (Theater)
Ausstattung ist die gesamte optische Gestaltung einer Theateraufführung, die nicht direkt mit der Personenführung zusammenhängt – im Unterschied etwa zur Regie, Dramaturgie oder Bühnenmusik. Beim Film spricht man eher von Szenenbild.
Der Ausdruck wird vor allem dann verwendet, wenn die Funktionen des Bühnenbildners, des Lichtdesigners und des Kostümbildners in einer Person zusammenfallen. Ein berühmter Ausstatter war Adolphe Appia. Vor allem in der Oper kommen Regisseure manchmal von der „Ausstattung“ her wie Robert Wilson.
An größeren Theatern gibt es oft einen Ausstattungsleiter als Dienstvorgesetzten für die Bereiche Bühnenbild, Kostüm, Maske und Requisite. Er vermittelt zwischen dem Theater und auswärtigen Ausstattern und überwacht die Herstellung und Einrichtung.